# Collie Buddz
Cet article possède un paronyme, voir Budz.
Pour les articles homonymes, voir Collie Buddz (album).
Collie Buddz est un chanteur/producteur de reggae, ragga et dancehall, célèbre entre autres pour son hit "Come Around". Bien que né à La Nouvelle-Orléans, il est élevé aux Bermudes, où il s'imprègne tant de la culture musicale qu'en Europe il est souvent imaginé comme un artiste d'origine caribéenne.

## Biographie
Collie Buddz, est né Colin Patrick Harper, le 21 août 1984 à La Nouvelle-Orléans en Louisiane. À la suite du décès de son père alors que Colin n'a que quatre ans, sa mère, née aux Bermudes dans les Caraïbes, emmène la famille aux Bermudes où le jeune Colin est élevé. Très vite, il découvre la culture musicale caribéenne et le reggae via son frère aîné, Matthew "Smokey" Harper. Rapidement, il apprend à se frayer un chemin en studio d'enregistrement où, dès l'âge de douze ans, il pose sa voix sur bande. Il devient très vite évident à son entourage que le garçon a une voix à la sonorité marquante. Il se qualifie ensuite comme ingénieur du son à la Full Sail Academy, à Orlando en Floride et commence sa carrière de chanteur/producteur dans la foulée.
En 2006, il signe chez Sony BMG et en 2007, enregistre son premier album Collie Buddz. L'album éponyme sort le 3 juillet 2007 aux États-Unis. Le single, « Come Around », est tout de suite un grand succès dans les charts, en Europe, en Angleterre, avant de faire l'unanimité en Jamaïque. Le même été, son deuxième single chez Sony « Mamacita » sort et devient rapidement un tube.
Il est l'auteur du thème d'entrée « S.O.S » de la superstar du catch Kofi Kingston.
Il a fait entre autres un featuring avec la chanteuse Beyoncé sur le single de "Ring The Alarm ".
En 2011, il publie Playback EP, un album 8 titres téléchargeable gratuitement sur son site internet.
Il a aussi produit une chanson avec un artiste du label américain Inspired Media Concepts (label produisant artistes reggae et films de ski), Cali P.
Pour son nouvel album, Good Life, Collie Buddz lance son propre label, Harper Digital et a trouvé le temps de lancer une station de radio (Vibe 103) chez lui aux Bermudes.

## Discographie

### Mixtapes
- 2007: 420 Mixtape
- 2008: Bermuda Mixtape
- 2009: On The Rock
- 2010: The Last Toke

### Albums et EPs
- 2007 : Collie Buddz (Epic Records)
- 2012 : Playback EP
- 2015 : Blue dreams EP
- 2017 : Good Life (Harper Digital Entertainment)
- 2019: Hybrid (Collie Buddz Label)

### Singles
- 2006 : S.O.S.
- 2006 : Come Around
- 2007 : Mamacita
- 2007 : Tomorrow's Another Day
- 2007 : My Everything
- 2007 : She Lonely
- 2007 : Let Me Know
- 2007 : Sensimillia
- 2007 : Wild Out
- 2007 : The First Time
- 2008 : She Gimme Love
- 2008 : Young Girl
- 2008 : Show Me What You Know
- 2008 : Mary Jane
- 2008 : Hustle
- 2008 : Private Show
- 2009 : Herb Tree
- 2009 : Not For No Chain
- 2009 : Eyez (Official single)
- 2009 : Now She Gone
- 2009 : Fly Away
- 2009 : Par Wid I Mon
- 2009 : Serious
- 2010 : Phone Call (Official single)
- 2010 : Blind to you
- 2010 : Never Good Enough
- 2010 : Come Down
- 2010 : Get Down
- 2010 : Holiday
- 2010 : Start it up
- 2010 : Defend your own featuring Krayzie Bone
- 2010 : Playback (Official single)
- 2011 : Hope (feat Demarco)
- 2011 : I Feel So Good
- 2012 : Ganja Pipe
- 2012 : Won't Be Long
- 2012 : Nuh Easy
- 2012 : No Time
- 2013 : Payback's a B***H
- 2014 : Light It Up
- 2014 : Yesterday (feat Riff Raff & Snoop Dogg)
- 2015 : Prescription
- 2015 : Go Hard
- 2015 : It Nice (Produced by Jr. Blender)
- 2017 : Good Life

### Featuring
- 2013: Smoke The Weed Everyday (Album: Reincarnated) Avec Snoop Lion